# Le Cheval de Turin
Pour plus de détails, voir Fiche technique et Distribution.
Le Cheval de Turin (A Torinói ló) est un drame psychologique hongro-franco-germano-suisso-américain co-écrit et réalisé par Béla Tarr, sorti 2011.
S'agissant du dernier film du cinéaste, le film a remporté l'Ours d'argent à la Berlinale en 2011.

## Synopsis
Prologue. Voix off : « Janvier 1889. Turin. Le philosophe allemand Friedrich Nietzsche s'oppose au comportement brutal d'un cocher flagellant son cheval qui refuse d'avancer. Dans un élan de compassion, Nietzsche sanglote et enlace l'animal. Puis son logeur le reconduit à son domicile. Le philosophe y demeure prostré durant deux jours, avant de sombrer dans une crise de démence, pendant les onze dernières années de son existence. Ses derniers mots adressés à sa mère furent : « Mutter, ich bin dumm » (« Mère, je suis idiot »).» La voix off du prologue conclut : « Ce qui est arrivé au cheval, nous ne le savons pas. »
Surgit alors à l'écran, sorti d'un épais brouillard, un homme conduisant une voiture à cheval. Le plan s'étire peu à peu sans aucune parole jusqu'à une ferme située dans une cuvette enclavée, dominée par un arbre mort battu par le vent : unique décor de tout le film, dans cette campagne désolée, battue par les vents d'une incessante tempête. Sans parole, ce prologue avec le cocher, le cheval, le mouvement de la charrette, la campagne brumeuse. Le spectateur peut ressentir une certaine angoisse, avec l'impression qu'un mal mystérieux ou une sourde menace rôde aux alentours.
Le film décrit ensuite minutieusement, pendant six jours, la vie dans leur ferme de cet homme, avec sa fille et leur cheval, tandis qu'au dehors le vent violent souffle sans relâche.
Chaque jour voit l'accomplissement des mêmes rituels : l'homme, paralysé d'un bras, se lève, sa fille l'habille et le déshabille. Il se verse deux verres de pálinka (un alcool magyar) chaque matin. Sa fille prépare deux pommes de terre pour le repas. Elle sort une fois par jour pour chercher de l'eau au puits avec ses deux seaux. Souvent ils s'assoient à tour de rôle devant la fenêtre et regardent dehors.
Une visite vient rompre la monotonie quotidienne. Un voisin qui vient déclamer les nouvelles : il annonce que la ville a été complètement détruite et en attribue la responsabilité à la fois à Dieu et à l'homme. Le fermier répond « Foutaises ! »
Un autre jour, un groupe de Gitans passe et s'arrête pour boire à leur puits. Ils sont chassés par le père. Les Gitans le maudissent. Le cheval refuse de quitter l'écurie et de s'alimenter, condamnant l'homme et sa fille.
Le lendemain, le puits n'a plus d'eau. Les fermiers décident alors d'abandonner leur ferme, ils mettent des affaires dans une petite charrette et partent, emmenant le cheval avec eux. Cependant, après une certaine distance parcourue, ils reviennent.
Enfin le vent s’arrête, le monde plonge alors dans l'obscurité la plus totale ; ils tentent d'allumer des lampes mais elles s'éteignent aussitôt, même les braises du poêle refusent de prendre. Ils sont condamnés à manger des pommes de terre crues dans l'obscurité – ce que la fille refuse.

## Fiche technique
- Titre original : A Torinói ló
- Titre francophone : Le Cheval de Turin
- Réalisation : Béla Tarr
- Scénario : Béla Tarr, László Krasznahorkai
- Musique : Mihály Vig
- Décors : Sándor Kállay
- Costumes : János Brekl
- Photographie : Fred Kelemen
- Son : Gábor Erdélyi Jr
- Sociétés de production : Produktion T.T. Filmműhely, MPM Film, Zero Fiction Film, Berlin Vega Film, Zürich Werk Works, Minneapolis
- Pays d'origine :  Hongrie,  France,  Allemagne,  Suisse,  États-Unis
- Genre : drame
- Durée : 146 minutes
- Dates de sortie :
  - Allemagne : 15 février 2011 (Berlinale)
  - France : 1er septembre 2011 (Festival international du film de Nancy), 30 novembre 2011 (sortie nationale)

## Distribution
- Erika Bók (en) : la fille d'Ohlsdorfer
- János Derzsi : Ohlsdorfer
- Mihály Kormos : Bernhard

## Production

### Genèse et développement
Avec Le Cheval de Turin, le cinéaste hongrois Béla Tarr a manifesté son désir de mettre fin à sa carrière. Il se consacrera entièrement à l'enseignement, notamment à l'École de cinéma de Split en Croatie. « Peur de se répéter, difficulté sans cesse croissante de monter financièrement ses films, désaffection d'un public, pourtant constitué de fidèles inconditionnels », sont les raisons invoquées par le réalisateur pour expliquer sa décision. Selon Raphaëlle Pireyre (Critikat.com), « l'énergie dont Béla Tarr avait besoin pour porter ses réalisations de plus en plus complexes et virtuoses se tarit ». À cette occasion, le Centre Georges-Pompidou présente une rétrospective de ses films, du 3 décembre 2011 au 2 janvier 2012.

## Distinctions

### Récompense
- Ours d'argent au Festival de Berlin 2011

## Accueil

### Critique
Même si certains journalistes expriment leur désapprobation de ce cinéma exigeant et atypique, parlant d'« expérience limite pour les nerfs du spectateur », d'un « ennui quasi intolérable », comme Aude Lancelin dans Marianne, ou de véritable « torture cinématographique » (Laurent Pécha, dans Écran large), ou bien encore de « théâtralisation de la misère » (Les Cahiers du cinéma), le film est globalement encensé par la critique.
Pour Thomas Sotinel, critique au journal Le Monde, il s'agit du meilleur film de l'année 2011. Dans sa critique pour le même journal, Isabelle Regnier considère qu'avec ce film d'une « folie terrifiante », dont « on [...] sort terrassé, le souffle coupé par l'extraordinaire puissance d'évocation de ses plans-séquences en noir et blanc et par le pessimisme absolu avec lequel il dépeint l'humanité », « le cinéaste hongrois porte à son paroxysme la radicalité hypnotique de son cinéma » : noir et blanc d'un temps immémorial, plans-séquences et travellings délirants, silences interminables, façon de scruter l'essence des choses, ambiance visuelle et sonore absorbante et fascinante.
Film à valeur d'épitaphe qui glace le sang et constitue sans doute le plus noir dans la filmographie de Béla Tarr, il s'apparente à une « macération filmique sur la fin du monde ». Dès l'ouverture, le décor est lourd de misère et de la menace d'une apocalypse qui s'annonce, dans cette campagne désolée battue par les vents d'une incessante et désespérante tempête - violence de la nature, renforcée par le retour périodique d'une phrase musicale simple et obsédante, leitmotiv glaçant soulignant la répétition à l'identique des mêmes désolantes journées. Fable sur la fin du monde, le film cristallise cette lente et inexorable extinction à travers le quotidien du cocher, sa fille et son cheval ; et à partir du moment où ce dernier ne veut plus quitter l'écurie ni se nourrir, il semble condamner l'homme et la femme à rester sur place, donc à dépérir, en proie à une étrange et sourde malédiction. À la périphérie du film, dans l’enclos où on ne le visite que rarement, le cheval est pourtant le cœur secret du film, l’œil tragique où tout, irrémédiablement, s’engloutit – « comme en atteste un sidérant gros plan qui continue de vous hanter après la fin de la projection [...] Opposant à l'homme sa subjectivité muette et le mystère de son irréductible altérité, l'animal cesse de s'alimenter. Ce refus opaque résonne avec l'histoire de Friedrich Nietzsche, suggérant la vanité de toute volonté de puissance, et par là, de toute entreprise humaine. »